# Juan de Landa
Juan de Landa, właściwie Juan Crisóstomo Pisón Pagoaga y Landa (ur. 27 stycznia 1894 w Mutriku, 18 lutego 1968 w Mutriku) – hiszpański aktor filmowy.

## Wybrana filmografia
- 1943: Opętanie (Ossessione) jako Giuseppe Bragana
- 1950: Alina jako Lucien
- 1952: Il sogno di Zorro jako Pedro
- 1953: Capitan Fantasma jako Carlos
- 1953: Pobij diabła (Beat the Devil) jako hiszpański kierowca
- 1954: Hanno rubato un tram jako Rossi
- 1957: Faustina jako Mefistófeles
- 1957: Un angel pasó por Brooklyn jako rzeźnik